# Susi Möbbeck
Susi Möbbeck (* 1964 in Bremen) ist eine deutsche Politikerin (SPD). Sie ist seit Mai 2016 Staatssekretärin im Sozialministerium des Landes Sachsen-Anhalt.

## Leben
Nach dem Abitur absolvierte Möbbeck ein Studium der Politikwissenschaft an der Universität Bremen, das sie 1994 mit dem Diplom abschloss. Sie trat der SPD bei und kandidierte 1988 erfolgreich in einer Kampfabstimmung gegen Doris Ahnen für den Bundesvorsitz der Jusos, den sie bis 1991 innehatte. Damit war sie die bis dahin jüngste Juso-Bundesvorsitzende und gleichzeitig war sie die erste Vorsitzende, die dem marxistisch orientierten Sozialistischen Hochschulbund (SHB) angehörte. Ab 1994 war sie als Wissenschaftliche Mitarbeiterin im Deutschen Bundestag tätig.
Von 1999 bis 2007 war Möbbeck Landesgeschäftsführerin der SPD Sachsen-Anhalt. Anschließend wurde sie Integrationsbeauftragte der Landesregierung von Sachsen-Anhalt. Am 3. Mai 2016 wurde sie zur Staatssekretärin im Sozialministerium Sachsen-Anhalt berufen.
Daneben wirkt sie als Mitherausgeberin der Zeitschrift Spw – Zeitschrift für sozialistische Politik und Wirtschaft.
Susi Möbbeck ist verheiratet und hat drei Kinder.

## Veröffentlichungen
- mit  Peter von Oertzen (Hrsg.): Vorwärts, rückwärts, seitwärts … – Das Lesebuch zur SPD-Organisationsreform. spw-Verlag, Köln 1991, ISBN 3-922489-13-3.